# Хімура Кенсін
Хіму́ра Ке́нсін (яп. 緋村 剣心) — головний герой манґи та аніме Rurouni Kenshin.
Хімура Кенсін — колишній легендарний найманий вбивця, відомий як хітокірі Баттосай. Із завершенням епохи Едо Кенсін стає бродячим воїном. Він мандрує по Японії, пропонує допомогу та захист звичайним людям, таким чином спокутуючі провину за вбивства, здійснені ним в минулому.
Як прототип для історії Кенсіна Вацукі Нобухіро використав біографію Кавакамі Ґенсая, реально існуючого хітокірі, страченого урядом Мейдзі. Оскільки головний герой попередньої манґи Вацукі, Хіко Сейдзюро, був високою, чорноволосою людиною, манґака вирішив зробити зовнішність свого нового персонажа повною протилежністю старого, тому Кенсін вийшов маленьким, крихким, світловолосим та схожим на дівчинку. Шрам на лівій щоці Кенсін, за словами Вацукі, отримав просто тому, що манґака не знав, що ще додати до зовнішності персонажа.
Вацукі довгий час сперечався зі своїм редактором з приводу мови Кенсіна, і за підсумками суперечки було вирішено, що головний герой часто вживатиме жаргонні вирази. Манґака додав в мову героя слово-паразит «оро» (яп. おろ), що служило для вираження спантеличеності або здивування, і був сам вражений тим, наскільки міцно воно зрослося з образом персонажа та як багато разів довелося використовувати це слово в діалогах впродовж всієї манґи.
Серед читачів манґи Кенсін дуже популярний і в усіх без винятку рейтингах персонажів, що підраховуються журналом Shonen Jump, займав перше місце. Рецензенти, критики та оглядачі теж вельми доброзичливо відзивалися про його характер в манзі та аніме.
Існують різноманітні колекційні предмети, що зображають Кенсіна, такі як брілки для ключів, фігурки, плюшеві іграшки, а також копії його меча-сакабато.